# Viola schachimardanica
Viola schachimardanica är en violväxtart som beskrevs av Khalkuziev. Viola schachimardanica ingår i släktet violer, och familjen violväxter. Inga underarter finns listade i Catalogue of Life.